# François Pontard
François de Pontard, sieur du Treuil-Charay, mort en 1584, est un maire de La Rochelle au XVIe siècle.

## Biographie
François Pontard est le fils d'Hugues Pontard, seigneur de Champdeniers, procureur du Roi en Saintonge et échevin de La Rochelle, commanditaire de l'hôtel Pontard (dite maison Henri II).
Échevin, il est nommé maire de La Rochelle, à l'âgé de 27 ans, par Guy Chabot de Jarnac, gouverneur de la ville et du pays d'Aunis. 

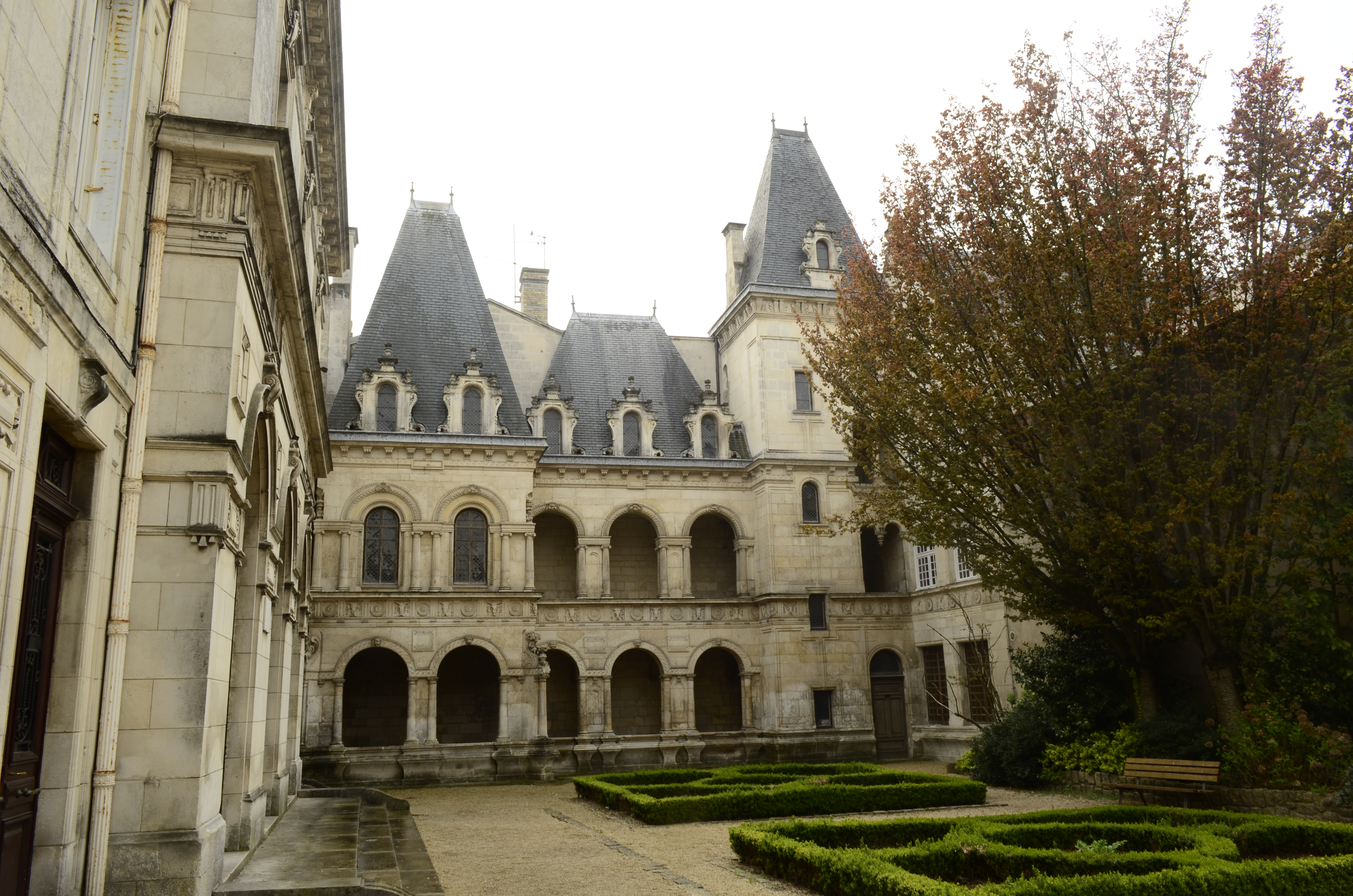
La maison Henri II, dont hérite François Pontard.

Partisan calviniste, il soulève la ville, le 9 janvier 1568, contre les catholiques, la faisant basculer dans le camp du prince de Condé. La révolte emporte toutes les églises de la ville et fait passer la ville d'une position neutre à une position favorable au calviniste. Il fait entrer dans la ville le capitaine huguenot de Saint-Hermine. Afin de financer la guerre, il taxe fortement les Rochelais, confisque et vend les biens des catholiques qui se convertissent ou fuient la cité.
Après la publication de la paix de Longjumeau, le Gouverneur réintègre la ville et bannit le maire, le 19 mai 1568.

## Sources
- Pascal Rambeaud, La Rochelle, fidèle et rebelle, 1999